# Кістерська Дача (заповідне урочище)
Кі́стерська Да́ча — заповідне урочище в Україні. Розташований у межах Корюківського району Чернігівської області, на південний схід від смт Холми.
Площа 708 га. Статус присвоєно згідно з рішенням Чернігівського облвиконкому від 10.06.1972 року № 303; від 27.12.1984 року № 454; від 28.08.1989 року № 164; від 31.07.1991 року № 159. Перебуває у віданні ДП «Холминське лісове господарство» (Холминське л-во, кв. 19, 21, 22, 39-43, 48, 49, 72, 73).
Статус присвоєно для збереження частини лісового масиву на межиріччі Убіді та її лівої притоки — Кистер (Кістер). У деревостані переважають насадження сосни, є ділянки з насадженнями дуба і берези.